# بهيجة خليل
الدكتوره بهيجة خليل إسماعيل الجراح (1934 – 2019) أستاذة آثار عراقية وشغلت منصب مديرة المتحف العراقي بين عامي 1983 و1989 وتعتبر أول امرأة تشغل منصب مديرة المتحف العراقي.
ولدت في بغداد ودرست في جامعة بغداد ومن ثم حصلت على درجة الدكتوراة في ألمانيا، ودَرسْت بعد ذلك في جامعة بغداد. ألفت العديد من الكتب في علم الآثار وساهمت ببعضها، وشغلت منصب مديرة المتحف العراقي. توفيت يوم 13 يناير/كانون الثاني عام 2019 في العاصمة الأردنية عمان.

## الولادة والتعليم
ولدت في بغداد عام 1934 وحصلت على درجة البكالوريوس في الآثار من جامعة بغداد، وانتقلت إلى ألمانيا ونالت درجة الدكتوراه في الكتابات المسمارية من جامعة هومبولت عام 1967، وبذلك أصبحت أول باحثة تعمل في مجال الأركيولوجيا وقارئة للمسماريات في العراق، وكذلك هي أول طالبة عراقية تحصل على الدكتوراه في علم الآثار من ألمانيا، ومن ثم لحقتها نسويات أخريات. دٌرست بعد ذلك في جامعة بغداد بقسم الآثار.

## الآثار
تعد موسوعة حضارة العراق من أبرز أعمالها وصدر الجزء الأول منها عام 1985 بعنوان «الكتابة»، وأشارت فيه إلى أن أقدم أنواع الكتابة هي الكتابة الصُورية في مدينة سوسة عاصمة عيلام جنوبي العراق في الألث الثالث قبل الميلاد. كذلك ألفت العديد من الكتب التي تناولت حقباً مختلفة من تاريخ العِراق القَديم، ومنها:
- مسلة حمورابي (1980)[9]
- دور المستعمرات الآشورية في الأناضول (1981)
- الطب دوره ومكانته في حضارة العراق (1989)
- حكام سوخو وماري (1990)
- كتابات من نينوى (1992)

أيضًا شاركت في تأليف الجزء الأول من "المعجم الأكدي - العربي (من الألف إلى الدال) الذي أصدره المجمع العلمي العراقي عام 1999، وفي تأليف "موسوعة الموصل الحضارية" عام 1992 مع باحثين آخرين. كما كتبت العديد من المقالات منها "نصوص جديدة في شارع الموكب" عام 1979 في مجلة سومر بالمجلد الحادي والأربعون.

## المناصب
تولت منصب مديرة المتحف العراقي من عام 1983 إلى عام 1989 وتعد أول امرأة عراقية تتولى منصب مديرة المتحف العراقي.

## الوفاة
توفت يوم 13 يناير/كانون الثاني عام 2019 في العاصمة الأردنية عمان، المملكة الأردنية الهاشمية. وأقامت وحدة تمكين المرأة في وزارة الثقافة والسياحة والاثار وبالتعاون مع دار الثقافة والنشر الكردية حفلاً تأبينياً لها.